# Al-Kuvíra
Al-Kuvíra (arabsky الكويرة [Al-Kwīra], španělsky La Güera, francouzsky Lagouira) je město ležící na atlantickém pobřeží Západní Sahary, se zhruba 4 tisíci obyvateli (stav 2004). Jde o nejjižnější sídlo Západní Sahary.
Město leží u Bílého mysu (arabsky رأس نواذيبو [Rā's Nuwāḏībū]) na mauritánské hranici. Jeho mezinárodní status je nejednoznačný; oblast je ve skutečnosti ovládána Mauritánií, ačkoli je nárokována Saharskou arabskou demokratickou republikou a Marokem, které ho začleňuje do regionu Wádí ad-Dahab al-Kuvíra.
Z historie a různých jazyků je město známo pod dalšími názvy: Agüera, Al-Kuwira, El Gwira, Güera, La Agüera, La Gouera, La Gouèra, La Gouira, La Guera a Li Gwira.

## Dějiny
Po urovnání druhé marocké krize uzavřely 27. listopadu 1912 Francie a Španělsko v Madridu dohodu o rozdělení Maroka, která obsahovala úmluvy o hranicích v Africe, mezi jinými i na poloostrově Bílého mysu. Západní pobřeží tohoto poloostrova dlouhého 65 km připadlo Španělsku. V r. 1920 guvernér španělské kolonie Rio de Oro Francisco Bens zřídil posádku poblíž francouzského přístavu Port Etienne (nyní Nuadhibú), ležícího na východním pobřeží, a sídlo nazval La Agüera, což znamená věštba. Záhy zde dal vybudovat leteckou základnu. V r. 1924 bylo město začleněno do Španělské Sahary.
Při dělení Španělské Sahary v r. 1976 město připadlo Mauritánii. V r. 1979 se Mauritánie stáhla ze Západní Sahary a přenechala město Maroku, které ho neprodleně obsadilo. Město, které zůstalo vně marockého obranného valu, bylo vystaveno opakovaným nájezdům ozbrojenců fronty Polisario, což podkopávalo ekonomiku sousedního Nuadhibú, nejprůmyslovějšího mauritánského města. Proto Mauritánie naléhavě žádala Maroko, aby město opustilo, což se stalo v r. 1989. V té době nemělo město žádný hospodářský význam, protože prakticky všichni obyvatelé se odstěhovali do okolí. V 90. letech se Maroko rozhodlo město obnovit a investovalo velké prostředky do vybudování infrastruktury. Tento pokus byl naprosto neúspěšný, pro extrémní účinky písku, který téměř vše zavál.
Zhruba od r. 2002 je město prakticky neobydleno (s výjimkou několika rybářů). Přestože území není součástí Mauritánie, nachází se zde mauritánská vojenská kontrolní stanice; jinak zde nejsou ani marocké síly, ani jednotky fronty Polisario, ovšem pobřežní vody jsou pod marockou kontrolou.

## Obyvatelstvo
Přehled vývoje počtu obyvatel dává tabulka níže:
| Rok  | Zdroj   | Počet obyvatel |
| ---- | ------- | -------------- |
| 1924 | odhad   | 1 000          |
| 1999 | sčítání | 509            |
| 2004 | sčítání | 3 726          |

## Utečenecký tábor
Stejné jméno nese i saharský utečenecký tábor poblíž města Tindúf v Alžírsku jinak známý jako Uad Guenifa.

### Partnerská města
Tábor má partnerství s mnoha městy ve světě:
- Crevillente, Španělsko
- Gorliz, Španělsko
- Guadix, Španělsko
- Leganés, Španělsko
- Monteriggioni, Itálie
- Piteglio, Itálie
- El Puerto de Santa María, Španělsko
- Santa Lucía de Tirajana, Španělsko
- Valle de Yerri, Španělsko
- Vitoria-Gasteiz, Španělsko

## Poštovní známky

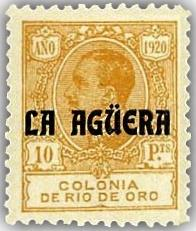
Známka La Agüera (1920)

Španělsko začalo vydávat pro Agueru poštovní známky v roce 1920, zprvu to byly přetisky známek Rio de Oro s textem LA AGÜERA. Později (v l. 1922 až 1924) vycházely známky s textem SAHARA OCCIDENTAL / LA AGÜERA .
Množství vydaných známek je na tehdejších zhruba 1 000 obyvatel značné, což podporuje názor, že byly vydávány spíše pro komerční účely než k poštovní službě.